# Hexe Lilli, der Drache und das magische Buch
Hexe Lilli, der Drache und das magische Buch (literalmente en alemán: «La bruja Lilli, el dragón y el libro mágico»), conocida en España como Kika Superbruja y el libro de los hechizos y en Hispanoamérica bajo los títulos Lilly la brujita: el dragón y el libro mágico y La superbruja Kika, es una película basada en el cuento de Ludger Jochmann (Knister) de título homónimo (Kika Superbruja y el libro de los hechizos), perteneciente a la colección de Kika Superbruja. Fue estrenada en España el 12 de junio de 2009.
A pesar de ser una película alemana participaron en ella artistas de varios países: Pilar Bardem (de España), o Stefan Ruzowitzky (de Austria)... entre otros.

## Trama
El malvado hechicero Jerónimo (Ingo Naujoks) entra sin permiso en la casa de la anciana bruja Elviruja (Pilar Bardem) para apoderarse de su valioso libro de brujería. El pequeño dragón volador Héctor (con la voz de Jordi Estadella), algo gordito por su afición a la comida, está ahí cuando se le necesita. Elviruja decide buscar una sucesora. Héctor también empieza a buscar una guardiana digna del libro de brujería, y aterriza con el libro en la casa de Kika (Alina Freund). Cuando Kika descubre el libro de brujería, comienza el caos...
Kika solo consigue hacer hechizos disparatados: primero invoca la presencia de monos en su habitación y los convierte a todos en cabritos, además de inundar de agua su clase. Héctor dice a Kika que con esos lamentables hechizos nunca jamás podrá ser la sucesora de Elviruja. Y mientras Kika intenta aprender a ser una buena; bruja el hechicero Jerónimo, deseoso de conquistar el mundo, vuelve a la carga con su no menos maligno perro faldero Serafín, dispuesto a apoderarse por fin del libro de brujería y dominar el mundo de una vez por todas...